# Camtasia
Camtasia (ранее «Camtasia Studio») — программное обеспечение для захвата видео с экрана, разработанное компанией TechSmith. Пользователь определяет область экрана или окна, которое должно быть захваченным, а также устанавливает параметры записи перед его началом. Camtasia Studio позволяет пользователю записывать звук с микрофона или динамиков, а также разместить на экране видеоматериалы с веб-камеры.
Camtasia имеет возможность записи изображения с экрана в видеофайлы различных форматов, имеется возможность редактирования видео, есть встроенные Macromedia Flash (SWF) и видео проигрыватели. Camtasia захватывает действия и звуки в любой части Windows-систем и сохраняет в файл стандарта AVI. Созданное с помощью программы видео можно экспортировать в несколько поддерживаемых программой форматов.

## Функциональность
Ключевые возможности:
- Четкая запись происходящего на экране, включая запись веб-камеры, звука, системных звуков и т. д.
- Добавление большого количества зрительных результатов
- Подготовка представления записанного
- Добавление, вырезание, слияние и разрезание видеоклипов
- Добавление и редактирование аудио
- Добавление выразительности
- Все возможные функции публикации
- Сохранение готового видео в форматах AVI, SWF, FLV, MOV, WMV, RM, GIF и CAMV

Кроме того, на основе любого видео может быть скомпилирован исполнительный exe-файл, который будет содержать встроенный проигрыватель. Camtasia позволяет накладывать ряд эффектов, умеет работать с отдельными кадрами, облегчает запись, редактирование и публикация высокоточного, сжатого видео.
Для сжатия видео разработчики Camtasia предлагают пользователям использовать свой собственный кодек Techsmith Screen Capture Codec (TSCC). Этот кодек показывает хорошие результаты при кодировании изображения на любой глубине цветности. Его алгоритм минимально нагружает систему, поэтому кодек может использоваться для кодирования даже на очень слабых конфигурациях.

## Состав
Camtasia Studio включает в себя четыре утилиты: Camtasia Menumaker, Camtasia Player, Camtasia Theater и Camtasia Recorder. Для работы со всеми этими утилитами служит главный интерфейс программы.

## Сфера применения
Сфера применения Camtasia может быть разнообразной. По заявлению разработчиков, программа может пригодиться, как минимум, в пятидесяти разных ситуациях. Её можно использовать для создания интерактивных файлов справки, демонстрации новых возможностей программ, для записи демонстрационных роликов приложений и компьютерных игр, для тренировки, творчества, дистанционного обучения, решений технической поддержки, демонстраций продукта, торговых презентаций и т.д.

## Системные требования
- Windows XP и позднее
- P4 1.5ГЦ, 512
- ОЗП, Microsoft Directx 9,
- 500 Mb свободного места на HDD